# Red Wine Supernova
Red Wine Supernova è un singolo della cantautrice statunitense Chappell Roan, pubblicato il 19 maggio 2023 come ottavo estratto dal primo album in studio The Rise and Fall of a Midwest Princess.

## Antefatti e descrizione
In un'intervista concessa all'emittente radiofonica australiana Joy 94.9, Roan ha affermato che il brano ha richiesto tre anni di lavorazione, definendolo «il massimo del pop frivolo». La cantante ha anche fatto riferimento al brano «la versione per ragazze gay» di Champagne Supernova del gruppo musicale degli Oasis, mentre la critica ha riconosciuto l'influenza delle sonorità new wave.

## Video musicale
Il videoclip ufficiale, diretto da Ryan Clemens, è stato diffuso il 15 giugno 2023 sul canale YouTube della cantante.

## Tracce
Testi e musiche di Kayleigh Rose Amstutz, Dan Nigro, Lisa Hickox, Amy Kuney e Annie Schindel.
1. Red Wine Supernova – 3:12

## Classifiche
| Classifica (2024) | Posizione massima |
| ----------------- | ----------------- |
| Canada            | 47                |
| Irlanda           | 27                |
| Regno Unito       | 31                |
| Stati Uniti       | 41                |